# Claus Henning Boyens
Claus Boyens (* 1. September 1888 in Garding; † 4. November 1954) war ein deutscher Politiker der CDU.

## Leben
Boyens war Grundstücksmakler von Beruf.
Er gehörte dem zweiten ernannten Landtag von Schleswig-Holstein an.